# Yokmok
Yokmok (titlul original: în poloneză Yokmok)  este un film dramatic polonez, 
realizat în 1963 de regizorul Stanisław Możdżeński, bazat pe o scurtă poveste de Tadeusz Breza intitulată Jokkmokk, protagoniști fiind actorii Emil Karewicz, Bogdan Baer, Beata Tyszkiewicz. 

## Rezumat
Povestea unui fost ofițer naval care după război, caută pacea, ascunde trecutul său, stârnește neîncredere față de noile autorități și se expune la suspiciunile organelor de securitate. Abia în cazul unei situații de urgență în timpul construirii unui dig de vărsare în mare, se descoperă adevărata sa valoare de om cinstit și un bun cetățean. 
O mină nemțească a distrus digul de apărare al portului Szczecin. Când se lasă seara, prin port prind a mișuna derbedeii, speculanții și transfugii. Cu acești oameni, căpitanul portului, el însuși inginer agronom, trebuie să ridice digul și să redea viață radeiîncremenite. În ajutorul său va veni Andrzej Garlicki, marinar de pe vechea navă cu pânze „Yokmok”.

## Distribuție
- Emil Karewicz – Andrzej Klimecki vel Garlicki
- Bogdan Baer – căpitanul portului
- Barbara Modelska – barmanița
- Beata Tyszkiewicz – profesoara Małgorzata
- Krystyna Feldman – menajera căpitanului
- Andrzej Konic – Szyszka, Șeful autorității maritime în Szczecin
- Stanisław Mikulski – locotenentul UB (Urząd Bezpieczeństwa = Biroul de securitate)
- Czesław Lasota – angajatul UB
- Bogusław Sochnacki – radiotelegrafistul
- Leon Niemczyk – organizator
- Marian Łącz – partenerul său
- Michał Szewczyk – șeful bandei
- Tadeusz Morawski – membru al bandei
- Zbigniew Geiger – membru al bandei
- Andrzej Jurczak – membru al bandei
- Wojciech Rajewski – maistru Kalita
- Piotr Możdżeński – Piotrek